# Élections législatives mannoises de 2016
Les élections législatives mannoises de 2016 ont lieu le 22 septembre 2016 afin de renouveler les membres de la Chambre des Clefs de l'Île de Man.
Les élus indépendants continuent de dominer la chambre à l'issue du scrutin. Howard Quayle remplace Allan Bell au poste de Ministre en chef

## Contexte

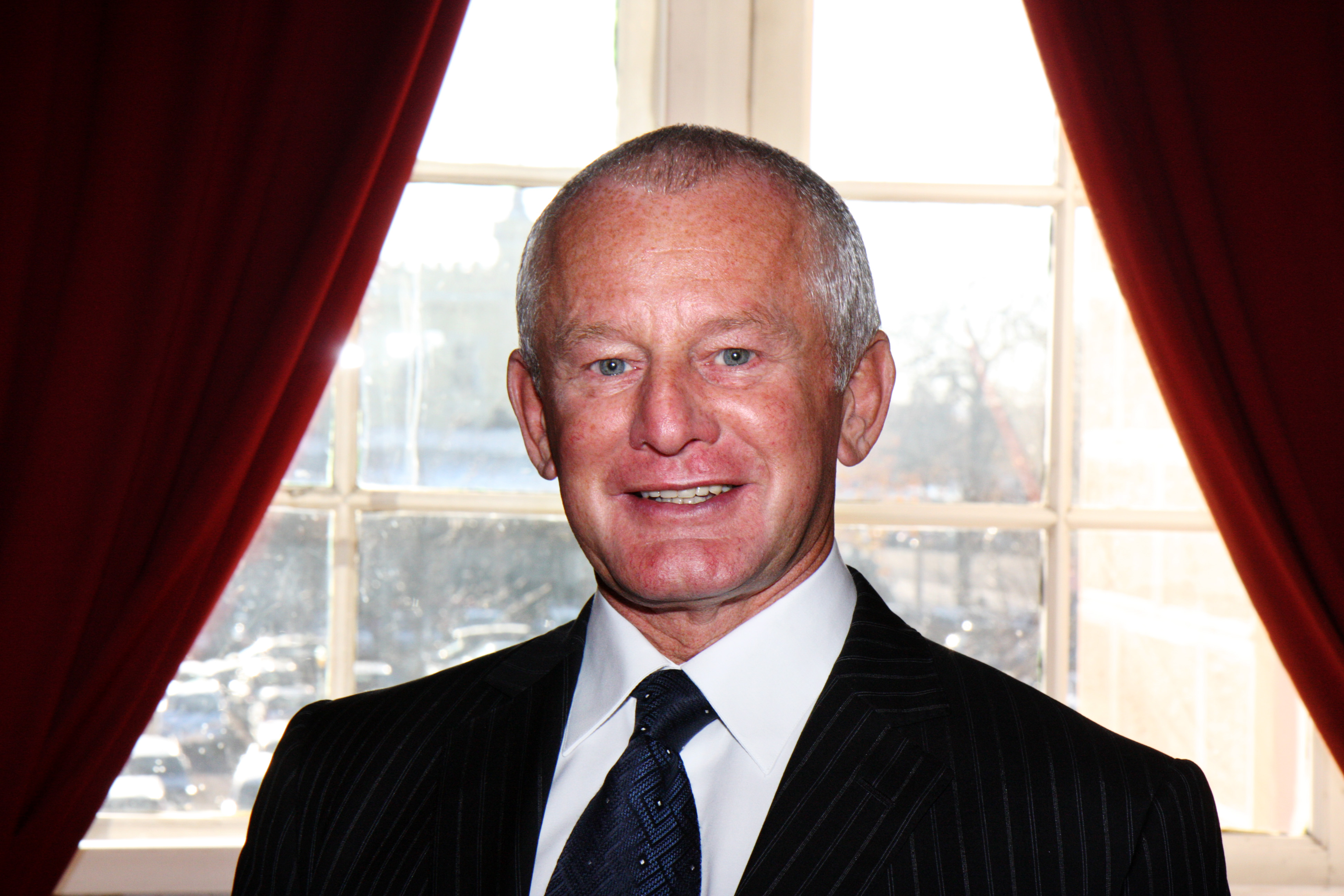
Allan Bell

Les élections mannoises sont historiquement dominées par les élus sans étiquettes, les partis politiques locaux n'obtenant généralement que quelque sièges. Allan Bell occupe le poste de Ministre en chef depouis octobre 2011.

## Système politique et électoral
L'Île de Man est une dépendance de la Couronne britannique, un territoire autonome ne faisant pas partie du Royaume-Uni ou des territoires britanniques d'outre-mer mais relèvant directement de la propriété du souverain britannique —  actuellement la reine Élisabeth II — qui agit en qualité de « seigneur de Man ».
La Chambre des Clefs est la chambre basse de son parlement bicaméral, le Tynwald. Elle est composée de 24 sièges pourvus pour 5 ans au scrutin majoritaire plurinominal dans douze circonscriptions de deux sièges chacune. Les électeurs disposent de deux voix qu'ils répartissent aux candidats de leur circonscription, à raison d'une voix par candidat, sans obligation d'utiliser les deux. Après décompte des suffrages, les deux candidats ayant obtenus le plus de voix dans chaque circonscription sont élus.
Les élections de 2016 sont les premières depuis une réforme du système électoral ayant fixé à deux le nombre de sièges par circonscription. Celui variait auparavant entre un et trois.

## Résultats
Chaque électeur étant doté de deux voix, leur total est largement supérieur au nombre de votants.
|                        |                            |        |       |       |        |               |  |  |  |
| Partis                 | Partis                     | Voix   | %     | +/-   | Sièges | +/-           |  |  |  |
|                        | Parti libéral vannin       | 3 597  | 6,36  | 14,48 | 3      | en stagnation |  |  |  |
|                        | Parti travailliste mannois | 773    | 1,37  | 1,75  | 0      | 1             |  |  |  |
|                        | Indépendants               | 52 202 | 92,28 | 16,27 | 21     | 1             |  |  |  |
| Total des voix         | Total des voix             | 56 572 | 100   |       |        |               |  |  |  |
|                        |                            |        |       |       |        |               |  |  |  |
| Suffrages exprimés     | Suffrages exprimés         | 31 635 | 99,62 |       |        |               |  |  |  |
| Votes blancs et nuls   | Votes blancs et nuls       | 122    | 0,38  |       |        |               |  |  |  |
| Total                  | Total                      | 31 757 | 100   | –     | 24     | en stagnation |  |  |  |
| Abstention             | Abstention                 | 28 206 | 41,04 |       |        |               |  |  |  |
| Inscrits/Participation | Inscrits/Participation     | 59 963 | 52,96 |       |        |               |  |  |  |

## Conséquences
Les élus indépendants continuent de dominer la chambre. Les élections sont surtout marquées par un nombre record de femmes élues. Avec 5 députées sur 24, celles ci représentent 21 % des membres de la chambre. A l'issue du scrutin, Howard Quayle remplace Allan Bell au poste de Ministre en chef.